# Нью-джек-свінг
Нью-джек-свінг (англ. New Jack Swing) — музичний жанр який виник в кінці 1980-х років, в США, і набув широкої популярності на початку 1990-х, років, серед афроамериканської поп музики. Цей стиль веде у собі звучання суміш фанку, соулу, і хіп-хопу. Нью-джек-свінг відрізняється від звичайного ритм-енд-блюзу, більш чіткішою ритм секцією, тим що має чіткий ритм в музиці, з використанням в той час таких інструментів, драм-машина, клавішних, і звичайної ударної установки. У виконанні у змісті пісень, використовується лірична тематика, і фанкова позитивна тематика.